# Advanced Info Service
Advanced Info Service Public Company Limited, viết tắt thông thường: AIS, (tạm dịch: Công ty đại chúng AIS) là nhà cung cấp mạng điện thoại di động GSM lớn nhất Thái Lan với 39,87 triệu khách hàng tính đến quý 3 năm 2016. Thành lập tháng 4 năm 1986, AIS ban đầu là một công ty kinh doanh máy tính.

## Dịch vụ và độ phủ sóng
Tính đến tháng 3 năm 2013, AIS là mạng di động lớn nhất Thái Lan với hơn 35 triệu thuê bao. Nhà mạng có các gói cước theo dữ liệu và theo thời hạn sử dụng, cùng với các gói cước không giới hạn dùng theo ngày với mức giá từ 49 baht.